# Ski (producent)
Ski lub DJ Sky, Ski Beatz, właśc. David Willis – amerykański producent muzyczny i DJ. Karierę muzyczną rozpoczął w 1989 roku.

## Dyskografia

### Albumy studyjne
| Rok  | Dane dot. albumu                                                                                                |
| ---- | --- |
| 2010 | 24 Hour Karate School - Wydany: 21 września 2010 - Wytwórnia: BluRoc, DD172, Def Jam - Format: Digital download |
| 2012 | P24 Hour Karate School Presents: Twilight - Wydany: 2012 - Format: Digital download                             |

### Single

#### Z gościnnym udziałem
| Rok  | Tytuł                                   | Najwyższe pozycje na listach | Najwyższe pozycje na listach |
| Rok  | Tytuł                                   | GER                          | AUT                          |
| ---- | --------------------------------------- | ---------------------------- | ---------------------------- |
| 2012 | „L'amour toujours” (Alex C. feat. Yass) | 43                           | 40                           |